# 許文叔
許 文叔（きょ ぶんしゅく）は、西周の諸侯国の許の始封の君主。姓は姜、氏は呂、名は丁。諡号は文。
《清華簡・封許之命》の記載によると、許文叔呂丁は周の文王・武王の両代に仕えた。周の武王の時期の武王克殷の役に参加し、大功を立てたことで、成王によって許に分封された。